# Les Islets-Caribou
Les Islets-Caribou est un secteur de la municipalité de Baie-Trinité sur la Côte-Nord du fleuve Saint-Laurent au Québec. De longues plages de sable blanc agrémentent le site. Deux familles importantes y habitent, les Jourdain (autrefois Jordan de Terrebonne) et la famille Chouinard.
Les Islets-Caribou est un hameau qui a déjà une assez longue histoire. Son implantation est attestée sur une carte géographique datant de 1723 et une carte de Bellin datant de 1755. Le nom des « Ilets-Caribou » est attribuable anciennement à la présence de Caribous dans les environs. Mais avec le développement des entreprises forestières, les Caribous ont gagné les régions plus au Nord. Voici un extrait du livre de Louis-Ange Santerre, "De Tadoussac à Sept-Îles" (édition Lemeac, 1971) : 
"A peine avons-nous repris la route 15 (aujourd'hui route 138), que nous arrivons à la rivière Grande-Trinité. Le village lui-même n'est pas très ancien; le premier habitant, Francis Poulin, y est arrivé en 1840, pêcheur originaire de la rive sud qui faisait la pêche dans les parages depuis déjà quelques années. Un des hameaux du village garde son nom, Pointe-Poulin, et sa maison y est encore conservée. Comme pour plusieurs villages de la côte-nord, c'est Jacques Cartier qui a donné le nom de Baie-Trinité à cet endroit. Lors de son voyage en 1535, il s'arrêta dans la baie le jour de la fête de la Sainte-Trinité. À peine sortie du village, nous arrivons à un charmant petit hameau, les Ilets-Caribou."
Dans son livre, "Sur les sentiers de la côte-nord", Eugène Achard raconte ainsi les origines des Islets-Caribou :
"Partout où le rivage n'est pas trop à pic, les marées ont accumulé des couches successives de sable mêlé de débris. Si par hasard quelques rochers se trouvent sur le parcours, la vague a beau jeu de l'ensabler, l'agrandir et en faire une île qui, par la suite, se couvrira de broussailles et d'herbes marines. Telle est l'origine des Islets-Caribou. C'est un véritable chapelet d'îlots, dont deux sont un peu étendus. Ces îlots, aujourd'hui dénudés, ou à peine recouverte de broussailles, étaient autrefois, dit-on, ombragés d'arbres, et de nombreux caribous venaient, en été, y chercher refuge. La description est juste et l'histoire véridique. Il faut ajouter que les principaux îlots sont reliés à la terre ferme par des dunes. Le hameau lui-même est sur le bord du rivage et date de 1845. La partie du fleuve qui s'étend entre Pointe des Monts et les Ilets-Caribou est très dangereuse pour les bateaux. Il y eut, ici encore, de fréquents naufrages. Dans la chapelle des Ilets, une plaque souvenir rappelle le naufrage du North Shore, le 12 août 1933, qui avait à son bord le délégué apostolique du Canada, Monseigneur Casulo. Tous les passagers furent secourus par les pêcheurs. Dans cette même chapelle, on retrouve l'ancien maître-autel de l'église de Saint-Jean à l'Île d'Orléans."